# スルタンベイリ
スルタンベイリ (Sultanbeyli, 発音 [sulˈtanbejli]) は、トルコ、イスタンブール県のアジア側にある、労働者階級が多く住む郊外で、カルタルやペンディクから内陸に位置する。人口は2011年時点で298,143人であり、1990年の82,298人から3倍ほど増えている。市長はAKPのHüseyin Keskin。

## 歴史
最近まで、スルタンベイリは農地だった。1940年代から1950年代にかけて、オスマン帝国の所有地だったスルタンベイリは、ブルガリアからトルコへの出稼ぎ者の居住区となった。ムアラｈ1950年に建設され、イスタンブールと地方を結ぶ主要ハイウェイが通った。